# Осада Лилля (1792)
Осада Лилля (фр. Siège de Lille) — безуспешная осада австрийскими войсками французского укреплённого города Лилль в период с 24 сентября по 8 октября 1792 года, в ходе войны первой коалиции.

## История
Во время революционных войн, по общему наступательному плану, герцога Альберта Саксен-Тешенского, командовавшему австрийскими войсками в Нидерландах, было поручено овладеть какой-нибудь из Северных французских крепостей, с целью не допустить северо-французскую армию двинуться к восточным границам, которые герцог Брауншвейгский надеялся перейти в конце августа, чтобы потом проникнуть к Парижу. Герцог Альберт выбрал Лилль; хотя эта крепость и была сильнее других, но он был намерен прибегнуть к бомбардированию, считая это средство самым надёжным для покорения богатого и населенного города. Но он так медлил с выступлением, что эта операция не принесла никакой пользы союзникам.
5 сентября он вытеснил французские форпосты из Туркуена, Варнетона, Рубе и Ланнуа. Главным препятствием к осаде Лилля была близость французского отряда в Маульдском укрепленном лагере (вблизи Турне). Генерал Латур, подчиненный герцогу Альберту, с 12 тысячами войск без труда вытеснил французов. Тогда осадный корпус, в составе 11 тысяч пехоты, 1840 человек конницы, с многочисленной артиллерией 24 сентября подошёл к Лиллю и расположился лагерем у Гелемма. Но так как сила осадного корпуса австрийцев была слишком мала, чтобы блокировать такую обширную крепость, то они оставили на западной стороне крепости только отряд кавалерии для наблюдения. Герцог планировал принудить крепость к сдаче бомбардированием с восточной стороны.
С 29 сентября по 4 октября австрийцы вели энергичный огонь по крепости из 29 орудий и разрушили около 200 домов. Но эта бомбардировка не произвела должного впечатления. Между тем, гарнизон, пользуясь ошибками осаждавшего, все время получал подкрепление запасами и людьми, так что численность его возросла до 14 тысяч. Герцог Альберт, видя, что его попытка взять Лилль должна окончиться неудачей, и узнав, что герцог Брауншвейгский отступает из Шампани, решил снять осаду Лилля и 8 октября перешёл через реку Марк, потеряв при осаде 214 человек. Узнав о приближении генерала Дюмурье он отступил ещё далее, к Монсу.